# Ectomomyrmex
Ectomomyrmex (лат.) — род муравьёв (Formicidae) из подсемейства Ponerinae, который ранее включался в состав рода Pachycondyla. Около 30 видов. Австралия, Новая Гвинея, Юго-Восточная Азия, Южная Азия (от Индии и Китая до Японии и Австралии).

## Описание
Среднего размера муравьи, грубо скульптированное (бороздчатые), чёрного цвета. Длина рабочих особей от 5,0 до 12,6 мм. Усики 12-члениковые. Глаза мелкого размера, сдвинуты с боков на дорзальную поверхность головы. Мезоплеврон разделён поперечной бороздкой. Мандибулы субтреугольные, несут до 10 зубчиков на жевательном крае. Проподеум без шипиков или зубцов. Стебелёк между грудкой и брюшком состоит из одного узловидного членика петиоля. Брюшко с сильной перетяжкой между 1-м (A3) и 2-м (A4) сегментами. Криптобионтные хищники.

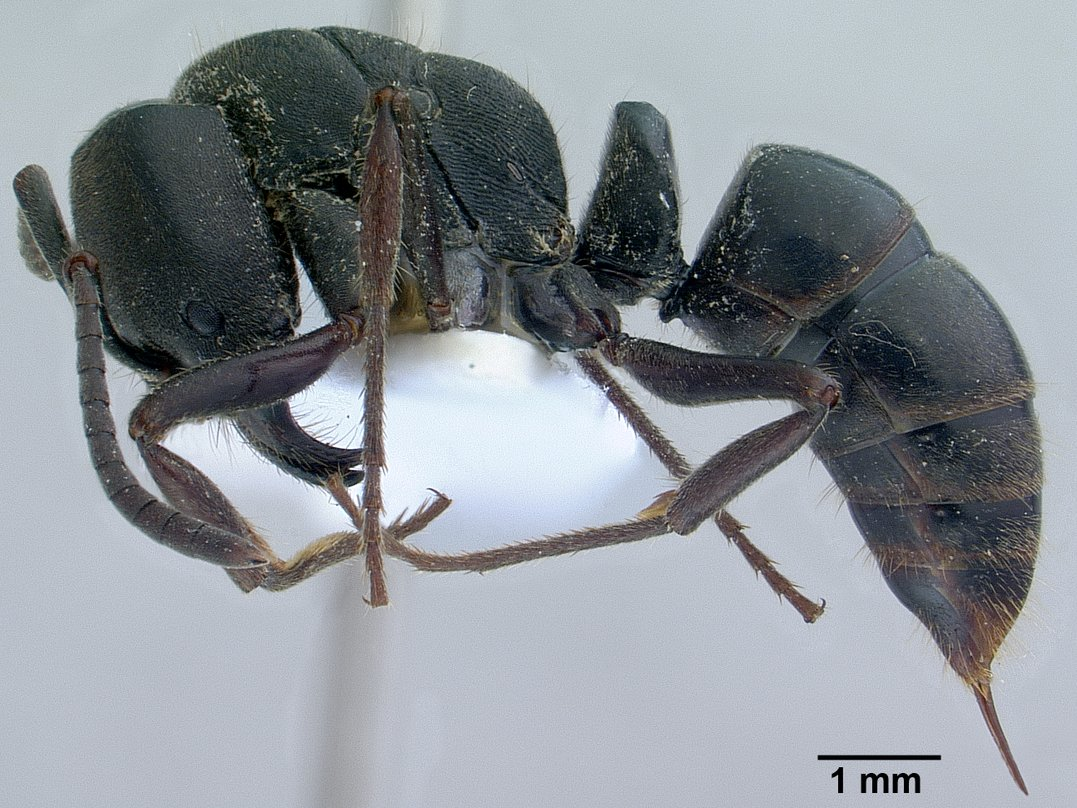
Вид сбоку: Ectomomyrmex astutus

## Систематика
Около 30 видов, которые ранее включались в состав рода Pachycondyla. Впервые род был выделен в 1867 году австрийским энтомологом Густавом Майром. В 1981 году род Ectomomyrmex был синонимизирован с родом Pachycondyla американским гименоптерологом Роем Снеллингом (Snelling, R.R. 1981: 389) и в том же статусе он рассматривался Бертом Холлдоблером и Эдвардом Уилсоном (Hölldobler & Wilson, 1990: 11), Уильямом Брауном и Барри Болтоном (Brown, in Bolton, 1994: 164). Восстановлен в родовом статусе в 2014 году мирмекологами Крисом Шмидтом и Стивом Шаттаком, которые провели молекулярно-генетический филогенетический анализ подсемейства понерины. Они включили род Ectomomyrmex в состав родовой группы Ponera  genus group (Ponerini) вместе с родами Austroponera, Cryptopone, Diacamma, Emeryopone, Iroponera, Parvaponera, Ponera, Pseudoponera и Rasopone..
- Ectomomyrmex aciculatus (Emery, 1901) — Новая Гвинея
- Ectomomyrmex acutus (Emery, 1900) — Новая Гвинея
- Ectomomyrmex astutus (Smith, F., 1858) — Австралия
- Ectomomyrmex astutus obscurus (Karavaiev, 1935) — Вьетнам
- Ectomomyrmex claudatus Menozzi, 1926 — Филиппины
- Ectomomyrmex exaratus (Emery, 1901) — Новая Гвинея
- Ectomomyrmex insulanus (Mayr, 1876) — Самоа
- Ectomomyrmex javanus Mayr, 1867 — Ява typus
- Ectomomyrmex leeuwenhoeki  (Forel, 1886) — Индия, Индонезия
- Ectomomyrmex lobocarenus  (Xu, 1996) — Китай
- Ectomomyrmex melancholicus  (Smith, 1865) — Индонезия
- Ectomomyrmex modiglianii  (Emery, 1900) — Индонезия (Суматра)
- Ectomomyrmex obtusus  (Emery, 1900) — Борнео
- Ectomomyrmex overbecki  (Viehmeyer, 1916) — Сингапур
- Ectomomyrmex punctatus  (Karavaiev, 1935) — Вьетнам
- Ectomomyrmex ruficornis  Clark, 1934 — Австралия
- Ectomomyrmex sauteri  (Forel, 1912) — Тайвань
- Ectomomyrmex scobinus  Wilson, 1958 — Новая Гвинея
- Ectomomyrmex simillimus  (Donisthorpe, 1949) — Новая Гвинея
- Ectomomyrmex striatulus  (Karavaiev, 1935) — Индонезия
- Ectomomyrmex striolatus  (Donisthorpe, 1933) — Индия
- Ectomomyrmex sumatranus  (Özdikmen, 2010) — Индонезия (Суматра)
- Ectomomyrmex tonkinus  (Santschi, 1920) — Вьетнам
- Ectomomyrmex vermiculatus  (Emery, 1897) — Индонезия
- Ectomomyrmex zhengi (Xu, 1995) — Китай